# Юхновець-Дольни
Юхновець-Дольни (пол. Juchnowiec Dolny) — село в Польщі, у гміні Юхновець-Косьцельний Білостоцького повіту Підляського воєводства.
Населення — 688 осіб (2011).
У 1975-1998 роках село належало до Білостоцького воєводства.

## Демографія
Демографічна структура станом на 31 березня 2011 року:
|          | Загалом | Допрацездатний вік | Працездатний вік | Постпрацездатний вік |
| -------- | ------- | ------------------ | ---------------- | -------------------- |
| Чоловіки | 349     | 81                 | 244              | 24                   |
| Жінки    | 339     | 59                 | 206              | 74                   |
| Разом    | 688     | 140                | 450              | 98                   |